# Endasys elegantulus
Endasys elegantulus är en stekelart som beskrevs av Luhman 1990. Endasys elegantulus ingår i släktet Endasys och familjen brokparasitsteklar. Inga underarter finns listade i Catalogue of Life.